# Stereotypi
 Der er for få eller ingen kildehenvisninger i denne artikel, hvilket er et problem. Du kan hjælpe ved at angive troværdige kilder til de påstande, som fremføres i artiklen.

 Denne artikel bør gennemlæses af en person med fagkendskab for at sikre den faglige korrekthed.

Stereotypi eller stereotyp adfærd er en gentagelsesadfærd som opstår, når et dyr eller mennesket befinder sig i situationer, hvor det afskæres fra et eller flere naturlige adfærdsmønstre. Det ses ofte i fangenskab på grund af utilstrækkelig plads og/eller utilstrækkelig stimulering.
Hos mennesker kan det ses i forbindelse med handicap som aspergers syndrom og autisme. Hos dyr er det oftest som en reaktion på en kronisk konflikt, der f.eks. kan handle om at blive frataget sanseindtryk, overstimulation eller ophold i omgivelser, som tilbyder begrænsede muligheder for bevægelse, eksempelvis hvis dyret ikke får mulighed for at udfolde sine naturlige bevægelsesmønstre. Hos hunde eller store katte (f.eks. tigere), som er indespærrede i bure, kan stereotype bevægelsesmønstre vise sig i form af at dyret går frem og tilbage, går rundt i ring om sig selv, og snurrer eller hvirvler rundt.